# 格尔贝尼岛

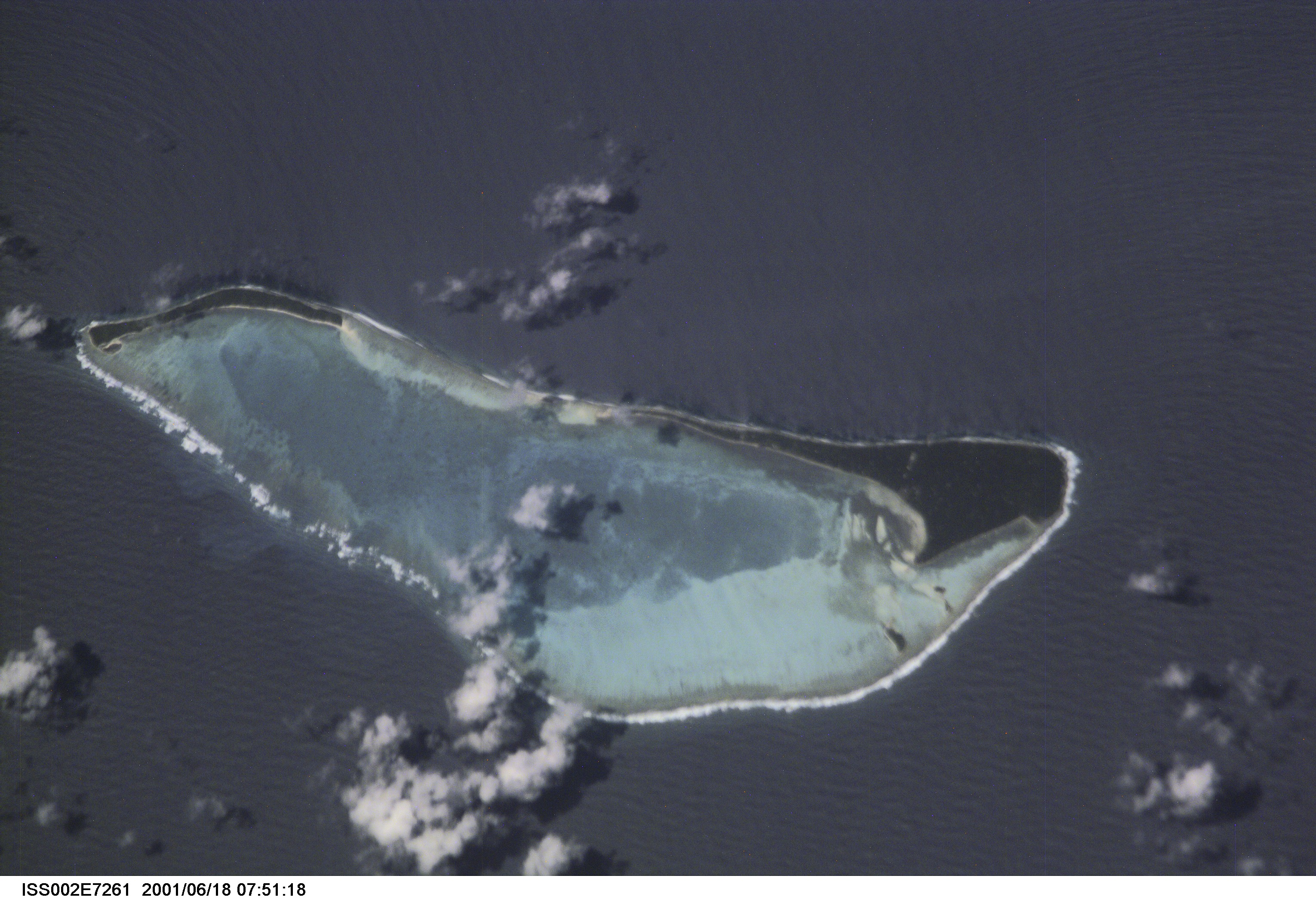
格尔贝尼岛是格尔贝尼環礁的主島

格尔贝尼岛是印度拉克沙群岛中央直辖区的一座岛屿。东距喀拉拉邦城市科钦287公里。面积2.79 平方公里，人口4319人。在东部以及东南海岸有大量由1847年的飓风带来的珊瑚残骸。该岛是拉克沙群岛中第一个允许女孩上学的岛屿。
明《星槎胜览》称为柳洋国

## 资料来源
- 拉克沙群岛官方主页上关于格尔贝尼岛的介绍

- 陆佳蓉，谢方 《古代南海地名汇释》

10°05′N 73°38′E / 10.083°N 73.633°E